# Великий бізнес
Великий бізнес (англ. big business) — бізнес, що заснований на корпоративній формі власності. Корпорації існують, як незалежні юридичні суб'єкти, відповідальність акціонерів за зобов'язанням фірми, за правовими претензіями до неї обмежуються їх внесеними грошовими коштами. Великий бізнес — це головним чином колективне підприємництво. Одноособова приватна власність тут майже не зустрічається. У країнах з ринковою економікою такий тип бізнесу представлений товариствами на паях (партнерством), кооперативами, колективними народними підприємствами.

Найбільш влучно про важливість великого бізнесу для розвитку суспільства пише в своїх працях Людвіг фон Мізес - один з найяскравіших представників Австрійської економічної школи
Масштабність та економічна «сила» залізничних компаній не стали на заваді появі автомобіля та літака.
Human Action, p. 276; p. 275
Великий бізнес завжди служить - прямо чи опосередковано - масам.
The Anti-Capitalistic Mentality, p. 2
Не офіси і бюрократи, а великий бізнес заслуговує на вдячність за те, що більшість сімей у Сполучених Штатах мають автомобіль і радіоприймач.
Planned Chaos, p. 15
Підприємства великого бізнесу майже без винятку є корпораціями, саме тому, що вони занадто великі для того, щоб одна людина могла володіти ними повністю. Зростання бізнес-одиниць набагато випереджає зростання індивідуальних статків.
Theory and History, p. 118
Характерною ознакою великого бізнесу є масове виробництво для задоволення потреб мас. За капіталізму самі робітники, прямо чи опосередковано, є основними споживачами всього того, що виробляють фабрики.
The Anti-Capitalistic Mentality, p. 42
Що робить фірму великою, так це її успіх у найкращому задоволенні потреб покупців. Якби велике підприємство не служило людям краще, ніж мале, воно б давно перетворилося на маленьке.
Planning for Freedom, p. 134
Великий бізнес повністю залежить від покровительства тих, хто купує його продукцію: найбільші підприємства втрачають свою силу і вплив, коли вони втрачають своїх клієнтів.
Economic Policy, p. 4